# 下奧里亞
下奧里亞（西班牙語：Oria Arriba），是巴拿馬的城鎮，位於該國中南部，由洛斯桑托斯省的佩達西區負責管轄，面積103.2平方公里，海拔高度843米，2010年人口297，人口密度每平方公里2.9人。